# Holmtjärnen (Säfsnäs socken, Dalarna, 668078-142513)
Holmtjärnen är en sjö i Ludvika kommun i Dalarna och ingår i Dalälvens huvudavrinningsområde.